# Gruppo di M101
Il Gruppo di M101 (o Gruppo di NGC 5457) è un gruppo di galassie abbastanza sparso situato nella costellazione dell'Orsa Maggiore. L'ammasso prende il nome dalla componente principale e più brillante del gruppo, la galassia M101, e la maggior parte dei membri stessi sono satelliti di quest'ultima. Fa parte del Superammasso della Vergine.

## Membri
La tabella mostra le galassie identificate come membri dell'ammasso:
| Nome     | Tipo        | RA (J2000)    | DEC (J2000)  | Redshift (km/s) | Magnitudine apparente |
| -------- | ----------- | ------------- | ------------ | --------------- | --------------------- |
| M101     | SAB(rs)cd   | 14h 03m 12,6s | +54° 20′ 57″ | 241 ± 2         | 8,3                   |
| NGC 5204 | SA(s)m      | 13h 29m 36,5s | +58° 25′ 07″ | 201 ± 1         | 11,7                  |
| NGC 5474 | SA(s)cd pec | 14h 05m 01,6s | +53° 39′ 44″ | 273 ± 9         | 11,3                  |
| NGC 5477 | SA(s)m      | 14h 05m 33,2s | +54° 27′ 39″ | 304 ± 5         | 14,4                  |
| NGC 5585 | SAB(s)d     | 14h 19m 48,2s | +56° 43′ 45″ | 305 ± 3         | 11,2                  |
| UGC 8837 | IB(s)m      | 13h 54m 45,8s | +53° 54′ 03″ | 144 ± 3         | 13,8                  |
| UGC 9405 | Im          | 14h 35m 24,4s | +57° 15′ 19″ | 222 ± 6         | 17                    |

## Gruppi nelle vicinanze
Il Gruppo di M51, che comprende la Galassia Vortice (M51) e la Galassia Girasole (M63) si trova a sud-est del gruppo di M101, mentre il Gruppo di NGC 5866 si trova a nord-ovest. Questi tre ammassi hanno caratteristiche simili, il che suggerisce che facciano parte di un altro gruppo più grande, ma molto sparso. Tuttavia, la maggior parte dei metodi di identificazione, inclusi quelli utilizzati dagli studi citati sopra, indicano che questi tre ammassi formino gruppi separati.